# Macarthur Football Club
El Macarthur Football Club es un equipo de fútbol australiano con sede de Sídney, Nueva Gales del Sur. A partir del 2020 juega la A-League como equipo de expansión en la temporada 2020-21.

## Historia
Fue fundado en marzo de 2017 en Sídney, Nueva Gales del Sur. Los orígenes del club se encuentran en la fusión de dos ofertas separadas durante el proceso de expansión de la liga en 2018, United for Macarthur y South West Sydney FC. Las dos entidades unieron fuerzas el 20 de agosto de 2018 para crear Macarthur South West United Football Club, que más tarde ese año fue elegido por la Federación de Fútbol de Australia para unirse a la liga en la temporada 2020-21 de la A-League.
El 15 de mayo de 2019, el nombre, el logotipo y los colores del club se dieron a conocer oficialmente en una gala celebrada por el club en el Campbelltown Catholic Club. El club se llamaría Macarthur FC y se llamaría The Bulls. También anunció como su gerente inaugural fue Ante Milicic.
El 15 de enero de 2020, el club anunció el fichaje de Tommy Oar, su primer fichaje.
El 18 de febrero de 2020, Lang Walker vendió su participación del 50% en el club a un consorcio de dos empresarios locales de Sídney. Roy Mammone, propietario de Sydney Trucks and Machinery, y Michael Gerace, un desarrollador inmobiliario de Sídney. Compraron la participación del 50% por una tarifa no revelada de más de $ 7 millones
El equipo juega su primer partido oficial un 30 de diciembre de 2021 ante Western Sydney Wanderers en el CommBank Stadium en el marco de la fecha 1 de la temporada 2020/21 de la A-League. El resultado fue una victoria por 1-0 con gol del histórico jugador de la Selección Australiana de Fútbol, Mark Milligan a los 72 minutos en el segundo tiempo.
El Macarthur Football Club logró el primer campeonato de su historia en octubre de 2022 tras vencer 2-0 al Sydney United y coronarse como campeón de la Copa de Australia con un tanto del mexicano Ulises Dávila.

## Datos del Club
Temporadas en A-League: 2 (2020/21 - Presente)
Mejor temporada en A-League: 2020/21 (39 pts. -3DG en fase regular - Semifinalista play-offs de campeonato)
Primer partido en A-League: 30/12/2020 vs Western Sydney Wanderers (Victoria por 1-0)
Mejor temporada en FFA CUP: 2021 (1/8 de final)
Primer partido en FFA CUP: 12/11/2021 vs Newcastle Olympic (Victoria por 3-0)

## Entrenadores
| País              | Nombre          | Desde               | Hasta               | Títulos      |
| ----------------- | --------------- | ------------------- | ------------------- | ------------ |
| Australia         | Ante Milicic    | 15 de mayo de 2019  | 8 de mayo de 2022   |              |
| Trinidad y Tobago | Dwight Yorke    | 15 de mayo de 2022  | 21 de enero de 2023 | FFA Cup 2022 |
| Australia         | Mile Sterjovski | 23 de enero de 2023 | presente            | FFA Cup 2024 |

## Palmarés
- FFA Cup (2): 2022, 2024.